# 大地艺术

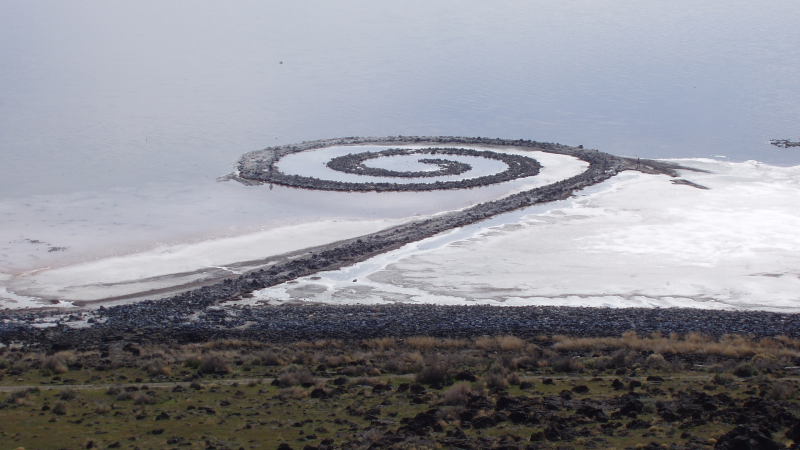
罗勃·史密森的作品《螺旋形防波堤》，摄于2005年4月

大地艺术（英语：Land art、Earthworks或Earth art）也叫地景艺术，是一种始发于美国，在二十世纪六十年代末和二十世纪七十年代早期的一种艺术运动，其表现为大地景观和艺术作品本身不可分割的联系，同時这也是一种在自然界创作的艺术形式，创作材料多直接取自自然环境，例如泥土、岩石、有机材料，以及水等。同时，推土机等工程机械时常作为改变地景的工具出现在创作过程中。
大地艺术的创作旨在对地景的讨论，其作品经常出现在对公众开放，远离都市文明的地区，大地艺术作品时常保留了材料被自然力改变，侵蚀的客观属性，从而导致很多早期作品，仅仅短暂地存在，而如今只能在纪录片或者照片档案中找到。

## 作品
艺术与大自然的结合，并不意味着艺术作品把自然改观，而是把自然稍加施工或是装饰，在不是大自然原来的面貌下，使人们对他所处的环境下重新予以评价。大地艺术是艺术和自然的结合，并不是经过人工所制作的艺术重于大自然，而是大自然重於人工的艺术作品。换句话说，把大自然稍加施工或修饰，使人们重新注意大自然，从中得到与平常不一样的感受。